# 井上敬太
井上 敬太（いのうえ けいた、1983年9月7日 - ）は、熊本県出身のサッカー指導者。

## 来歴
熊本県立大津高等学校を卒業後、2003年より柏レイソルのアカデミーでGKコーチを務めた。2010年から3年間は大宮アルディージャの育成部GKコーチを務め、2013年に再び柏へ戻り、アカデミーのGKコーチを歴任した。
2018年5月、松本拓也に代わりトップチームのGKコーチに就任した。

## 所属クラブ
ユース経歴
- 1999年 -  2001年 熊本県立大津高等学校

## 指導歴
- 2003年 - 2009年  柏レイソル
  - 2003年 - 2005年 GKスクールコーチ
  - 2006年 - 2009年 育成部GKコーチ
- 2010年 - 2012年  大宮アルディージャ 育成部GKコーチ
- 2013年 -  柏レイソル
  - 2013年 - 2017年 アカデミーGKコーチ
  - 2018年 - 同年5月  U-18コーチ兼アカデミーGKコーチ
  - 2018年5月 - トップチームGKコーチ